# Мордичи (станция)
Мордичи (бел. Мо́рдзічы) — станция Барановичского отделения Белорусской железной дороги в Барановичском районе Брестской области Беларуси. Расположена в 1,4 км на север от деревни Тюхневичи, на линии Барановичи-Полесские — Лида, между остановочным пунктом Железница и станцией Мицкевичи.

## Описание
6 регулярных поездов проходят через ж/д станцию Мордичи.
Список регионов, которые соединены маршрутами поездов, проходящими через эту железнодорожную станцию: Брестская область, Гродненская область.
На железнодорожной станции "Мордичи" можно приобрести билеты до населенных пунктов: Барановичи, Лида и др.
Среднее время остановки на ж/д станции "Мордичи" составляет 1 мин.
Самое длительное время стоянки составляет 2 минуты для поезда, следующего по маршруту 6243 Барановичи-Полесские — Лида.

## Остановочные пункты
| Предыдущая станция | Белорусская железная дорога | Следующая станция |
| ------------------ | --------------------------- | ----------------- |
| о. п. Железница    | Барановичи-Полесские — Лида | Мицкевичи         |

## Ссылка
- Мордичи (станция). Государственный центр картографо-геодезических материалов и данных Республики Беларусь.